# La Fouillouse
La Fouillouse är en kommun i departementet Loire i regionen Auvergne-Rhône-Alpes i centrala Frankrike. Kommunen ligger i kantonen Saint-Héand som tillhör arrondissementet Saint-Étienne. År 2022 hade La Fouillouse 4 643 invånare.

## Befolkningsutveckling
Antalet invånare i kommunen La Fouillouse
| Referens: INSEE |